# Затара, Имад
Имад Затара (швед. Imad Zatara, род. 1 октября 1984 года, Стокгольм, Швеция) — шведский и палестинский футболист, полузащитник клуба «Отвидаберг» и национальной сборной Палестины.

## Клубная карьера
Родился 1 октября 1984 года в городе Стокгольм. Воспитанник футбольной школы клуба «Интер Орхой». В профессиональном футболе дебютировал в 2001 году выступлениями за столичную команду «Эссинге», в которой провел два сезона, приняв участие в 20 матчах чемпионата.
В начале 2003 года его команда объединилась с клубом «Васалунд» в новую команду «Васалунд/Эссинге», где он продолжил выступать. За эту команд сыграл следующие четыре сезона своей игровой карьеры, однако закрепиться в основном составе так и не сумел.
В январе 2007 года перешёл в клуб «Броммапойкарна». В течение сезона команда находилась в нижней части таблицы и в конце года вылетела в низшую лигу, а Имад почти не выходил на поле, сыграв лишь в 4 матчах чемпионата.
В начале 2008 года стал игроком венгерского «Залаэгерсег». В новом клубе Имад забил 3 гола в 12 матчах, а клуб занял седьмое место в чемпионате. По завершении сезона вернулся в Швецию, где стал игроком клуба «Сюрианска», которому в том же году помог выйти во второй дивизион Швеции, после чего продолжил выступления за клуб, сыграв всего 29 матчей в чемпионате (4 гола).
В феврале 2010 года Имад на правах аренды до конца сезона перешёл во французский «Ним Олимпик», которой выступал в Лиге 2. За новый клуб Затара сыграл лишь 6 игр в чемпионате, после чего вернулся в «Сюрианску», который помог в сезоне 2010 года выиграть Супереттан и выйти в Аллсвенку. В следующем сезоне был основным игроком команды, сыграв 20 матчей в элитном шведском дивизионе.
23 декабря 2011 года подписал 6-месячный контракт с иранским клубом «Санат нефти», став первым палестинцем в чемпионате Ирана.
26 июля 2012 года Затара вернулся в Швецию, где снова стал выступать в Аллсвенске, на этот раз за «Отвидаберг». С тех пор успел сыграть за эту команду 48 матчей в национальном чемпионате.

## Выступления за сборную
16 ноября 2004 года дебютировал в официальных матчах в составе национальной сборной Палестины в матче против сборной Ирака (1: 4), в котором Затара забил свой первый гол за сборную, который оказался для него единственным в матче. На данный момент провел за главную команду страны 17 матчей, забив 3 гола.